# Knabenchor Unser Lieben Frauen Bremen
Der Knabenchor Unser Lieben Frauen Bremen ist ein in der gleichnamigen Bremer Kirche ansässiger, evangelischer Knabenchor und das einzige Ensemble dieser Art in seiner Heimatstadt. Zu seinem Selbstverständnis gehört die Pflege von geistlicher und weltlicher Chormusik verschiedener Jahrhunderte auf hohem künstlerischen Niveau. Trägerin des Knabenchores ist die Kirchengemeinde Unser Lieben Frauen Bremen. Dennoch steht er allen Jungen mit und ohne konfessionelle Bindung offen.

## Geschichte
Der Name des Ensembles geht auf den Beinamen Marias zurück, der die Kirche Unser Lieben Frauen als erste Pfarrkirche außerhalb des Dombezirks und zweitältestes Gotteshaus der Hansestadt geweiht ist.
Der älteste konkrete Nachweis eines Knabenchores an Unser Lieben Frauen stammt aus dem 16. Jahrhundert. Wenige Schritte nördlich von Unser Lieben Frauen stand das Katharinen-Kloster, welches auf Initiative von Martin Luther 1528 in eine Lateinschule für Jungen umgewandelt wurde. Die Kantoren der Schule waren Angestellte der Stadt und damit gleichzeitig für die gesamte Chor- und Instrumentalmusik der Ratskirche Unser Lieben Frauen zuständig. Hier hat der Knabenchor der Schule unter der Leitung des ersten Kantors Petrus täglich gesungen. Dieser fast fünfhundertjährigen Tradition fühlt sich auch der heutige Knabenchor Unser Lieben Frauen verpflichtet. Schule und Knabenchor haben bis zum Beginn des 19. Jahrhunderts bestanden. Im Folgenden sind mehrere Versuche nachgewiesen, die Knabenchorarbeit in rein kirchlicher Trägerschaft wiederzubeleben. Die vollständige Entwicklung ist noch nicht abschließend recherchiert.
Die Neugründung am 14. September 1945 basierte auf der Initiative des damaligen Kirchenmusikers Harald Wolff kurz nach seiner Rückkehr aus der Kriegsgefangenschaft. Nachdem zur ersten Probe drei Jungen erschienen waren, sangen wenige Monate später an Heiligabend bereits 40 Chorknaben in der eiskalten, teilzerstörten Kirche. Wolffs langjähriges und vor allem unermüdliches Engagement wurde durch seine Nachfolger Chris Vandré (1972–1993) und Ansgar Müller-Nanninga (1993–2018) fortgeführt. Seit 2018 liegen die Geschicke des Chores in den Händen von Ulrich Kaiser. Schwerpunkt seiner Arbeit ist neben lebendiger Traditionspflege eine moderne Verbindung von hohem künstlerischen und pädagogischen Anspruch.

## Chorleiter
- 1945–1972: Harald Wolff
- 1972–1992: Chris Vandré
- 1992–1993: Jürgen Kruppa (kommissarisch)
- 1993–2018: Ansgar Müller-Nanninga
- seit 2018: Ulrich Kaiser

## Chorstruktur und Repertoire
Die gesamte Knabenchorschule besteht aus neun verschiedenen Gruppen mit gegenwärtig 110 Knaben- und Männerstimmen.

### Konzertchor
Eine Mitwirkung im Konzertchor (50 Sänger) ist ab neun Jahren möglich und besteht in der Regel bis zum Abitur. Musiziert wird geistliche und weltliche Chormusik aus zehn Jahrhunderten, die in Gottesdiensten, Vespern, Oratorienkonzerten und anderen Konzertformaten zur Aufführung kommt. Dabei reicht das Repertoire vom Gregorianischen Choral bis zur Uraufführung moderner Volksliedsätze.
Aus dem Bereich des Oratoriums kamen zuletzt die Johannes-Passion und das Weihnachtsoratorium von Johann Sebastian Bach, der Messias von Georg Friedrich Händel, die Requiem-Vertonungen von Wolfgang Amadeus Mozart und Gabriel Fauré sowie die Chichester Psalms von Leonard Bernstein zur Aufführung.

### Kapellchor / Kapellsolisten
Der Kapellchor ist die Spitzengruppe des Knabenchores und besteht aus 20 ausgewählten Sängern. Das Ensemble probt zusätzlich ein Mal wöchentlich und nimmt eigene Reisen und Auftritte war. Einzelne Jungen treten zudem als Kapellsolisten vorrangig bei der Gestaltung von Bach-Kantaten-Gottesdiensten auf.

### Männerchor / Männer-Vorchor
Der Männerchor (20 Sänger) ist Teil des Konzertchores und erarbeitet zusätzlich auch eigenständige Programme. Besonders gepflegt werden weltliche und geistliche Männerchorsätze der Romantik.
Auch während des Stimmwechsels werden die Choristen stimmbildnerisch betreut und im Männer-Vorchor an ihre neue Stimmlage herangeführt. Auch die Kenntnisse in Musiktheorie und Blattsingen werden während dieser Phase vertieft.

### Kurrenden I, II, III / Konzertchorwechsler
Vor der Aufnahme in den Konzertchor durchlaufen die Jungen eine umfangreiche Ausbildung in den Kurrenden. Dabei beginnt die Chormitgliedschaft häufig bereits mit drei Jahren: In Kurrende III singen die Jungen in einer 35-minütigen Probe einfache Kinder- und Volkslieder, ab fünf Jahren lernen sie dann anspruchsvollere geistliche und weltliche Lieder sowie Kanons in Kurrende II kennen (45 Min. / Woche).
In der Kurrende I proben die Jungen zwei Mal wöchentlich 1 bis 1,5 Stunden und werden im Singen von mehrstimmiger Chormusik, in Noten-, Intervall- und Rhythmuslehre sowie im Blattsingen auf die spätere Mitwirkung im Konzertchor vorbereitet. Einige Monate vor dem Eintritt in den Konzertchor erfolgt dabei eine intensivierte Ausbildung als Konzertchorwechsler mit ersten gemeinsamen Probenfahrten und Auftritten mit dem Konzertchor.

## Reisen
Konzertreisen sind ein elementarer Bestandteil des Chorlebens. Die ersten Fahrten führten – unmittelbar nach Ende des Zweiten Weltkrieges – in die alten Feindesländer Frankreich, England und Niederlande und wurden dabei auch zu einem Symbol für Völkerverständigung und Versöhnung. Seitdem reiste der Knabenchor durch ganz Deutschland sowie in einen Großteil der Länder Europas, wobei diese internationale Reisetätigkeit seit 2019 mit Touren nach Schweden, Norwegen (2×), Malta, Schottland und Portugal ausgebaut wurde.

## Benefizkonzerte / soziales Engagement
Regelmäßig veranstaltet der Chor eigene Benefizkonzerte mit entsprechenden Programmen, in denen für soziale Zwecke (z. B. Bremer Engel, Gedenkstätte Bergen-Belsen, Anne-Frank-Stiftung) gesammelt wird. Der Kapellchor unternimmt – in Kooperation mit der Stiftung zur Erhaltung kirchlicher Baudenkmäler – jährlich eine Benefizkonzertreise durch die neuen Bundesländer.

## Renommee / Wettbewerbe
Das künstlerische Ergebnis hat den Chor überregional bekannt gemacht. 2024 erfolgte die Teilnahme am „5th Beira Interior Choir Competition and Festival“ in Portugal, bei dem Kapellchor und Konzertchor den zweiten und dritten Platz belegten.
2025 nahm der Kapellchor beim Deutschen Chorfest in Nürnberg teil und erhielt das Prädikat mit sehr gutem Erfolg teilgenommen.

## Nachwuchsförderung / Konzertpädagogik
Seit 2018 wurde eine Kooperation mit 40 Grundschulen und Kitas der Hansestadt aufgebaut, um in Schnupperproben sängerische Talente zu entdecken und deren Eltern auf die musikalischen Ausbildungsmöglichkeiten aufmerksam zu machen. Diese Talentsuche erfolgt gemeinsam mit der Mädchenkantorei am Bremer Dom.
Darüber hinaus gibt es verschiedene Möglichkeiten, den Chor und die Chorschule kennenzulernen: Neben regelmäßigen Tagen der offenen Knabenchor-Tür können jederzeit individuelle Vorsingtermine sowie Hospitationen an einer Chorprobe vereinbart werden.
Seit 2024 engagiert sich der Chor verstärkt im konzertpädagogischen Bereich durch Einführung regelmäßiger Schul- und Kita-Konzerte sowie spezieller Familienkonzertprogramme.

## Chorleben
Neben der sängerischen Ausbildung wird besonderen Wert auf die Entwicklung der sozialen Kompetenzen gelegt. Gemeinschaftsgefühl und Teamgeist erfahren und entwickeln die Sänger unter anderem auf Chorwochenenden und Konzertreisen sowie bei Freizeitveranstaltungen. Besonderen Stellenwert hat dabei die Übernahme von Verantwortung der Älteren für die Jüngeren. Der Chorleiter wird bei seiner Arbeit aus den Reihen des Chores vom „Fünferrat“ und dem Präfekten unterstützt.

## Förderung und Unterstützung
Der Knabenchor Bremen gehört zu den wenigen evangelischen Knabenchören, die von der eigenen Gemeinde getragen werden. Darüber hinaus erhält er finanzielle und ideelle Unterstützung von der Bremischen Evangelischen Kirche, der Diakonie Unser Lieben Frauen, vom Förderverein des Knabenchores sowie von diversen Stiftungen.
Um allen Jungen unabhängig ihres wirtschaftlichen Hintergrundes eine Ausbildung im Knabenchor zu ermöglichen, ist die Mitwirkung kostenfrei.